# منتخب المكسيك لهوكي الحقل للرجال
منتخب المكسيك الوطني لهوكي الحقل للرجال (بالإسبانية: Selección masculina de hockey sobre pasto de México)‏ هو ممثل المكسيك الرسمي في المنافسات الدولية في هوكي الحقل .